# Berenice (filla d'Herodes Agripa I)
Berenice fou la filla gran d'Herodes I Agripa i Cypros.
Es va casar molt jove amb Marc (fill d'Alexandre l'alabarca d'Alexandria), que va morir abans de consumar el matrimon.
Després es va casar amb el seu oncle Herodes Pòlio rei de Calcis, amb el qual va tenir dos fills; quant Pòlio va morir (any 48) tenia 20 anys i va viure uns anys amb son germà Herodes II Agripa, sospitant-se que hi tenia relacions incestuoses.
Després es va casar am Polemó II, rei del Pont Polemaic, que el 48 va adoptar la religió jueva sota la seva influència, però com que el matrimoni per part de Berenice era de conveniència, es va dissoldre i Polemó va abandonar la religió jueva.
Berenice va tornar amb son germà amb el qual vivia el 62 aC quant Sant Pau es va defensar davant ell a Cesarea. El 65 aC va intercedir davant Gesius Florus contra la matança de jueus i després va fer el possible per evitar la revolta jueva, però quant aquesta va esclatar es va posar al costat dels romans i es va guanyar el favor de Vespasià al que va fer grans regals i després va esdevenir amant de Tit Flavi, fill de Vespasiu i després emperador, que la volia fer la seva dona, però no ho va poder fer per la mala reputació que Berenice tenia entre els romans.